# Orgilus ibericus
Orgilus ibericus é uma espécie de insetos himenópteros, mais especificamente de vespas parasíticas pertencente à família Braconidae.
A autoridade científica da espécie é Taeger, tendo sido descrita no ano de 1989.
Trata-se de uma espécie presente no território português.